# 수의와 부수품 제작
수의와 부수품 제작은 2013년 12월 27일 제주특별자치도의 향토유산 제3호로 지정되었다가, 2015년 1월 2일 해제되었다.

## 지정 사유
인정인은 1965년부터 친정어머니와 시어머니로부터 전수받은 바느질솜씨로 제주의 전통적 형태로 제작과정을 재현하는 활동을 꾸준히 해 왔으며, 2003년부터 전수교육과정을 통해 그 기술을 이어받은 교육생들이 활동하고 있음. 전승을 위해 꾸준히 노력하고 있음에 따라 향토유산으로 지정 보호할 가치가 크다.